# Mecomischus halimifolius
Mecomischus halimifolius là một loài thực vật có hoa trong họ Cúc. Loài này được (Munby) Hochr. mô tả khoa học đầu tiên năm 1904.